# Puszcza Nalibocka

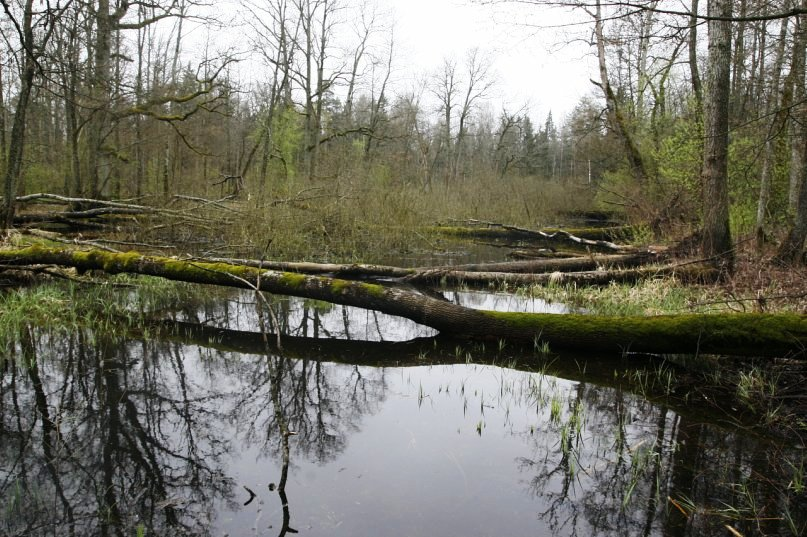
Puszcza Nalibocka wiosną

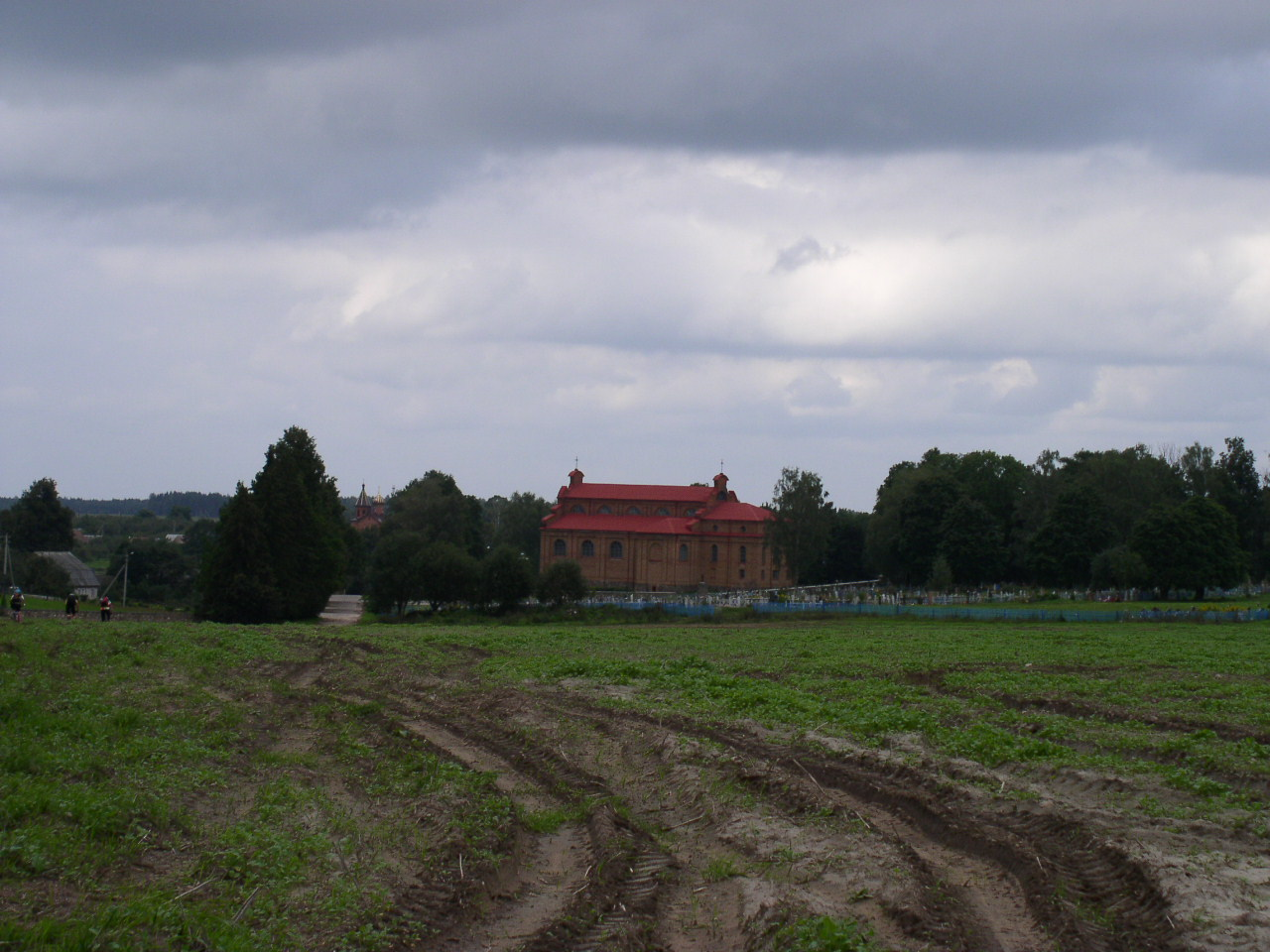
Krajobraz w Nalibokach

Puszcza Nalibocka (biał. Налібоцкая пушча) – duży, liczący ok. 240 tys. ha kompleks leśny w północno-zachodniej części Białorusi, na prawym brzegu Niemna, na Wyżynie Białoruskiej. Teren pagórkowaty i falisty. Bogata fauna, m.in. jeleń, łoś, dzik, jenot, bóbr, niedźwiedź brunatny; ptaki: głuszec, cietrzew oraz słonka. Rzeźba urozmaicona, polodowcowa. Duże powierzchnie zajmują bagna i bory sosnowe. Jezior jest niewiele. Największym jest położone około 15 km na południowy zachód od Nalibok jezioro Kromań. Nazwa Puszczy wywodzi się od leżącego w widłach Niemna i Berezyny Niemeńskiej miasteczka Naliboki.
Większa część obszaru puszczy chroniona jest w ramach Nalibockiego Rezerwatu Krajobrazowego.

## Historia
W końcu wieku XVI cała puszcza znalazła się we własności Radziwiłłów. W wieku XVIII w Nalibokach znajdowała się rezydencja łowczego zaniemeńskiego i nadniemeńskiego (zarząd wszystkich lasów radziwiłłowskich w północno-zachodniej części dzisiejszej Białorusi). Tuż znajdowała się rezydencja podłowczego nalibockiego. Ogólnie rzecz biorąc, dzisiejszą puszczę w XVIII wieku tworzyły trzy podłowiectwa: nalibockie, dereweńskie oraz chotowskie.
W czasie II wojny światowej Puszcza była miejscem wzmożonej aktywności Armii Krajowej oraz partyzantki sowiecko-żydowskiej (oddział braci Bielskich). Znaleźli tam schronienie m.in. zagrożeni wywózką do łagrów żołnierze Korpusu Ochrony Pogranicza oraz Żydzi. Z początku stosunki między oddziałami polskimi i sowieckimi układały się pokojowo. Niemniej jednak trwało to krótko. Sowieci zaczęli rozbrajać oddziały polskie. Przez cały czas oddziały sowieckie napadały na polskie wsie i osiedla, grabiły (nadwyżki żywności pochodzące z rabunku były przerzucane przez front przy pomocy samolotów sowieckich, które na polowe lotniska w puszczy przywoziły materiały propagandowe i instrukcje, a w drodze powrotnej na drugą stronę frontu zabierały żywność) i mordowały ludność. Jednocześnie chłopi musieli oddawać kontyngenty żywnościowe Niemcom. Oddziały AK stawały w obronie miejscowej ludności. Na terenie Puszczy Nalibockiej aktywne było m.in. Zgrupowanie Stołpeckie Armii Krajowej, które po ewakuacji przedostało się do Puszczy Kampinoskiej i w 1944 roku wsparło powstanie warszawskie.
Historycy nie są zgodni co do faktów, oceniają jednak, że w latach 1939–1945 w Puszczy Nalibockiej i okolicach przebywało od 10 do 25 tysięcy leśnych, czyli partyzantów, uciekinierów, ludzi szukających schronienia oraz pospolitych kryminalistów.